# Kaktusmotte
Die Kaktusmotte (Cactoblastis cactorum) ist eine Schmetterlingsart aus der Familie der Zünsler. Sie kommt ursprünglich in Südamerika vor, wo sie auf Opuntien lebt.

## Merkmale
Die Kaktusmotte weist als Adultus ein charakteristisches Bandenmuster auf den braungrauen Vorderflügeln auf, das denjenigen anderer Arten der Familie ähnlich ist, sowie schwarze Streifen. Die Hinterflügel sind hell mit dunkleren Enden. Die Flügelspannweite liegt im Bereich zwischen gut 20 und knapp 40 mm. Die Raupen sind durch schwarze Flecken auf orangem bis rotem Grund gekennzeichnet. Sie werden bis zu ca. 30 mm lang. Die Art gilt als nur durch mikroskopische Untersuchung der abgetrennten männlichen Geschlechtsorgane bestimmbar.

## Fortpflanzung
Nach dem Absondern von Pheromonen durch die Weibchen in den Abendstunden und der Antwort durch die Männchen erfolgt die Begattung sowie nach kurzer Inkubationszeit die Ablage von ca. 70–90, teils auch bis über 100 Eiern in kettenartigen Verbänden auf Kakteen. Nach einem knappen Monat schlüpfen die Larven und entwickeln sich im Kaktus, bevor sie außerhalb am Boden an Laubabfall einen Kokon bilden und sich verpuppen. Befallenes Pflanzengewebe verfärbt sich gelb.
Die australische Population weist zwei Lebenszyklen pro Jahr auf.

## Wirtschaftliche Bedeutung
Die Art wurde 1925 bis 1930 in Australien erfolgreich eingesetzt, um die Ausbreitung eingeschleppter Kakteen-Arten unter Kontrolle zu bringen. Andernorts, unter anderem in Südafrika und auf Hawaii, wurde die Methode wiederholt. Heute ist sie nach einem lokalen Einsatz auch rund um die Karibik heimisch und stellt eine Bedrohung von Kaktusbeständen in Mexiko dar.

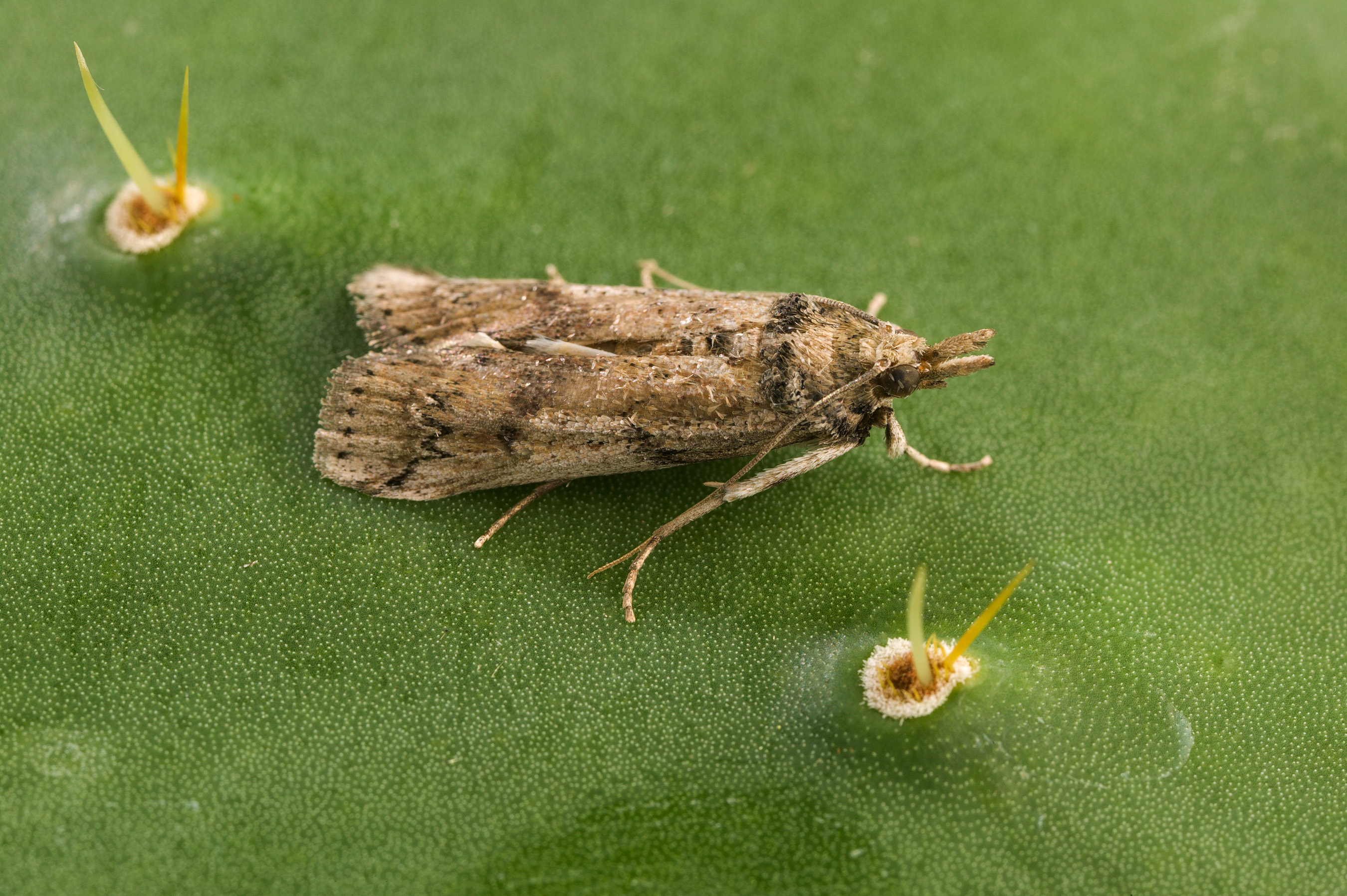
Adultes Weibchen